# Circuit Het Volk 2005
La 60e édition du Circuit Het Volk a eu lieu le 26 février 2005, entre Gent et Lokeren. Elle a été remportée par le Belge Nick Nuyens (Quick Step-Innergetic) devant son coéquipier et compatriote Tom Boonen et le Néerlandais Steven de Jongh (Rabobank).
La course est disputée sur un parcours de 200 kilomètres.

## Présentation

### Parcours
La course donne le coup d'envoi de la saison des classiques flandriennes sur un parcours de 200 kilomètres dans la province de Flandre Orientale. Elle commence dans la ville de Gand et se termine dans la municipalité de Lokeren, comme les années précédentes.
Au total, neuf monts, dont certains sont pavés, sont au programme de l'épreuve :
| Mont | Nom             | Km  | Revêtement       | Longueur (m) | Pente moyenne | Pente maxi | Km de l'arrivée |
| ---- | --------------- | --- | ---------------- | ------------ | ------------- | ---------- | --------------- |
| 1    | Kattenberg      | 24  | pavés            | 600 m        | 6,7 %         | 8 %        | 177             |
| 2    | Achterberg      | 29  | asphalte         | 1 300m       | 5 %           | 11 %       | 172             |
| 3    | Vieux Quaremont | 44  | asphalte / pavés | 2 200 m      | 4,2 %         | 11 %       | 157             |
| 4    | Kruisberg       | 52  | pavés            | 1 875m       | 4,8 %         | 9 %        | 149             |
| 5    | Pottelberg      | 66  | asphalte         | 1 600 m      | 6,2 %         | 10 %       | 135             |
| 6    | Mur de Grammont | 83  | pavés            | 1 139 m      | 9,2 %         | 19,8 %     | 118             |
| 7    | Kleiberg        | 101 | asphalte         | 1 400 m      | 4,1 %         | 7 %        | 100             |
| 8    | Eikenberg       | 112 | pavés            | 1 200 m      | 5,78 %        | 9,9 %      | 89              |
| 9    | Leberg          | 121 | asphalte         | 950 m        | 4,2 %         | 13,8 %     | 80              |
| 10   | Berendries      | 125 | asphalte         | 900 m        | 5 %           | 14 %       | 76              |
| 11   | Molenberg       | 135 | pavés            | 463 m        | 7 %           | 14,2 %     | 66              |

### Équipes
On retrouve un total de 23 équipes au départ, 11 faisant partie des UCI ProTeams, la première division mondiale, 11 des équipes continentales professionnelles, la seconde division mondiale et la dernière est une équipe continentale, la troisième division.
| ProTeams (11)- Quick Step-Innergetic - Davitamon-Lotto - CSC - Bouygues Télécom - Cofidis-Le Crédit par Téléphone - Crédit Agricole - La Française des jeux - T-Mobile - Rabobank - Discovery Channel - Phonak Hearing Systems Équipes continentales professionnelles (11)- Landbouwkrediet-Colnago - MrBookmaker-Sports Tech - Chocolade Jacques-T-Interim - AG2R Prévoyance - RAGT Semences - Agritubel - Wiesenhof - Barloworld-Valsir - Shimano-Memory Corp - LPR - Navigators Insurance Équipe continentale- Jartazi-Granville |
| |

## Classements

### Classement de la course
| \| Classement général \| Classement général \| Classement général \| Classement général \| Classement général \| \| Coureur \| Coureur \| Pays \| Équipe \| Temps \| \| ------------------ \| -------------------- \| ------------------ \| ------------------------------- \| ------------------ \| \| 1er \| Nick Nuyens \| Belgique \| Quick Step-Innergetic \| 5 h 06 min 00 s \| \| 2e \| Tom Boonen \| Belgique \| Quick Step-Innergetic \| + 14 s \| \| 3e \| Steven de Jongh \| Pays-Bas \| Rabobank \| + 14 s \| \| 4e \| Niko Eeckhout \| Belgique \| Chocolade Jacques-T-Interim \| + 14 s \| \| 5e \| Bert De Waele \| Belgique \| Landbouwkrediet-Colnago \| + 14 s \| \| 6e \| Uroš Murn \| Slovénie \| Phonak Hearing Systems \| + 14 s \| \| 7e \| Roy Sentjens \| Belgique \| Rabobank \| + 14 s \| \| 8e \| Max van Heeswijk \| Pays-Bas \| Discovery Channel \| + 14 s \| \| 9e \| Karsten Kroon \| Pays-Bas \| Rabobank \| + 14 s \| \| 10e \| Ludo Dierckxsens \| Belgique \| Landbouwkrediet-Colnago \| + 14 s \| \| 11e \| Andreas Klier \| Allemagne \| T-Mobile \| + 14 s \| \| 12e \| Allan Johansen \| Danemark \| CSC \| + 14 s \| \| 13e \| Robbie McEwen \| Australie \| Davitamon-Lotto \| + 14 s \| \| 14e \| Anthony Geslin \| France \| Bouygues Telecom \| + 14 s \| \| 15e \| Johan Coenen \| Belgique \| Mr Bookmaker.com-SportsTech \| + 14 s \| \| 16e \| Christophe Detilloux \| Belgique \| La Française des jeux \| + 14 s \| \| 17e \| Jimmy Casper \| France \| Cofidis-Le Crédit par Téléphone \| + 14 s \| \| 18e \| Stuart O'Grady \| Australie \| Cofidis-Le Crédit par Téléphone \| + 14 s \| \| 19e \| Jaan Kirsipuu \| Estonie \| Crédit Agricole \| + 14 s \| \| 20e \| Matthé Pronk \| Pays-Bas \| Mr Bookmaker.com-SportsTech \| + 14 s \| |                      |           |                                 |                 |
| |                      |           |                                 |                 |
| |                      |           |                                 |                 |
| Classement général |                      |           |                                 |                 |
| Coureur | Coureur              | Pays      | Équipe                          | Temps           |
| 1er | Nick Nuyens          | Belgique  | Quick Step-Innergetic           | 5 h 06 min 00 s |
| 2e | Tom Boonen           | Belgique  | Quick Step-Innergetic           | + 14 s          |
| 3e | Steven de Jongh      | Pays-Bas  | Rabobank                        | + 14 s          |
| 4e | Niko Eeckhout        | Belgique  | Chocolade Jacques-T-Interim     | + 14 s          |
| 5e | Bert De Waele        | Belgique  | Landbouwkrediet-Colnago         | + 14 s          |
| 6e | Uroš Murn            | Slovénie  | Phonak Hearing Systems          | + 14 s          |
| 7e | Roy Sentjens         | Belgique  | Rabobank                        | + 14 s          |
| 8e | Max van Heeswijk     | Pays-Bas  | Discovery Channel               | + 14 s          |
| 9e | Karsten Kroon        | Pays-Bas  | Rabobank                        | + 14 s          |
| 10e | Ludo Dierckxsens     | Belgique  | Landbouwkrediet-Colnago         | + 14 s          |
| 11e | Andreas Klier        | Allemagne | T-Mobile                        | + 14 s          |
| 12e | Allan Johansen       | Danemark  | CSC                             | + 14 s          |
| 13e | Robbie McEwen        | Australie | Davitamon-Lotto                 | + 14 s          |
| 14e | Anthony Geslin       | France    | Bouygues Telecom                | + 14 s          |
| 15e | Johan Coenen         | Belgique  | Mr Bookmaker.com-SportsTech     | + 14 s          |
| 16e | Christophe Detilloux | Belgique  | La Française des jeux           | + 14 s          |
| 17e | Jimmy Casper         | France    | Cofidis-Le Crédit par Téléphone | + 14 s          |
| 18e | Stuart O'Grady       | Australie | Cofidis-Le Crédit par Téléphone | + 14 s          |
| 19e | Jaan Kirsipuu        | Estonie   | Crédit Agricole                 | + 14 s          |
| 20e | Matthé Pronk         | Pays-Bas  | Mr Bookmaker.com-SportsTech     | + 14 s          |